# Hamid Drake
Pour les articles homonymes, voir Drake.
Hamid Drake est un batteur et percussionniste de jazz américain, né le 3 août 1955 à Monroe, en Louisiane. C'est une figure importante du jazz et des musiques improvisées sur la scène de Chicago.

## Biographie
Hamid Drake commence à jouer dans le groupe du saxophoniste de Chicago Fred Anderson. Il s'intéresse aux musiques du monde, musique cubaine, d'Amérique du Sud, et aux musiques africaines et à leurs percussions. Il joue en particulier des congas, et du frame drum.
Mais c'est surtout pour son rôle dans la musique improvisée et le free jazz qu'Hamid Drake est connu. Il collabore fréquemment avec les musiciens majeurs de la scène free: William Parker, Don Cherry, Pharoah Sanders, David Murray, Peter Brötzmann (notamment avec Die Like a Dog Quartet), Pasquale Mirra et Ken Vandermark.

## Discographie

### En tant que leader ou coleader
- Bindu (Hamid Drake & Bindu)(RogueArt, 2005)
- Blissful (Hamid Drake & Bindu)(RogueArt, 2008)
- Anaya (Indigo Trio with Nicole Mitchell & Harrison Bankhead)(RogueArt, 2009)
- Reggaeology (Hamid Drake & Bindu)(RogueArt, 2010)
- The Ethipian Princess Meets The Tantric Priest (Indigo Trio with Nicole Mitchell & Harrison Bankhead + special guest Michel Edelin)(RogueArt, 2011)
- Velvet Songs - To Baba Fred Anderson (Chicago Trio with Ernest Dawkins & Harrison Bankhead)(RogueArt, 2011)
- Nova Scotia (Hamid Drake & Erwan Keravec)(Off shore / Pagans, 2022)